# Notre-Dame (Gray)

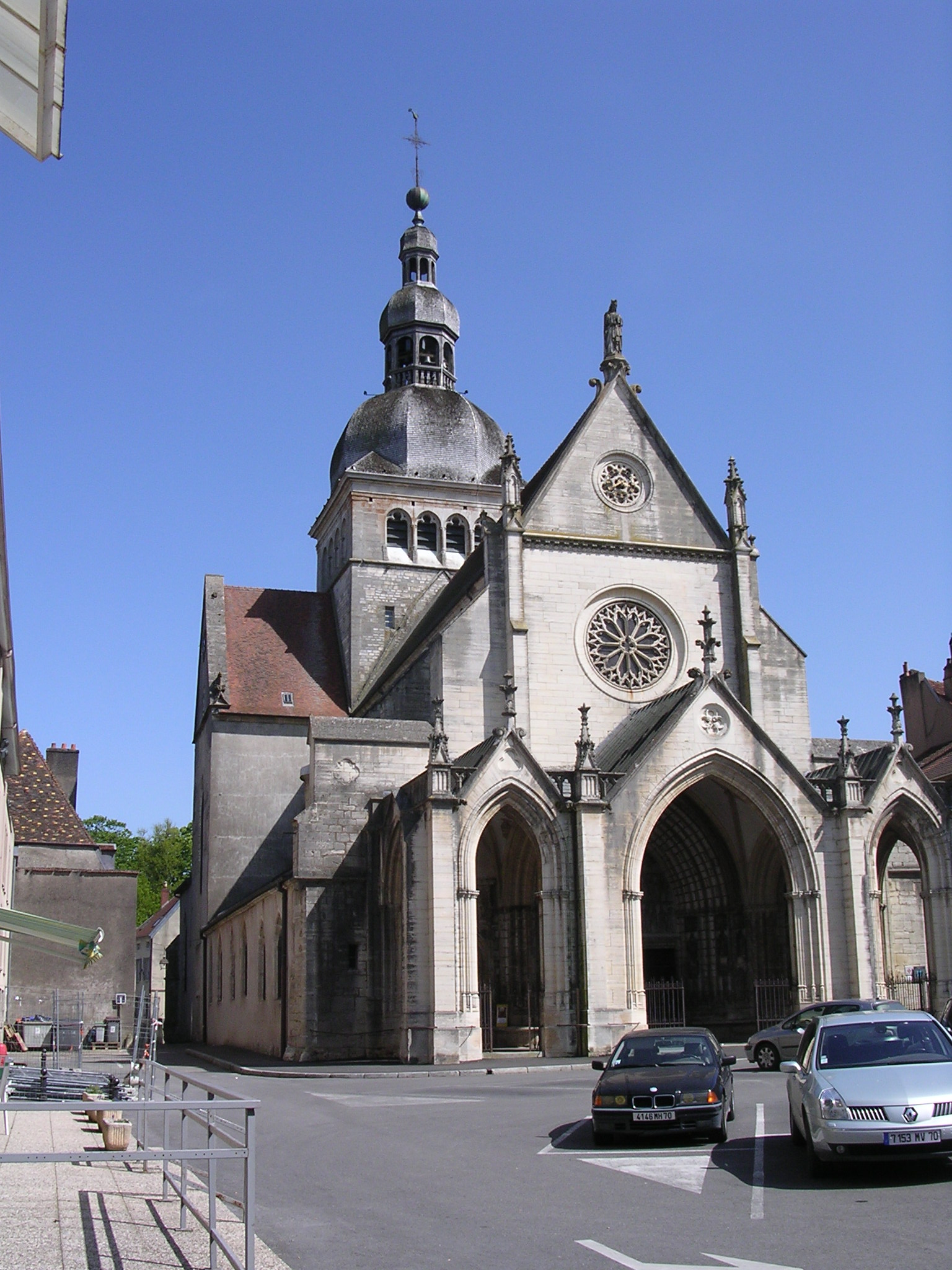
Notre Dame in Gray

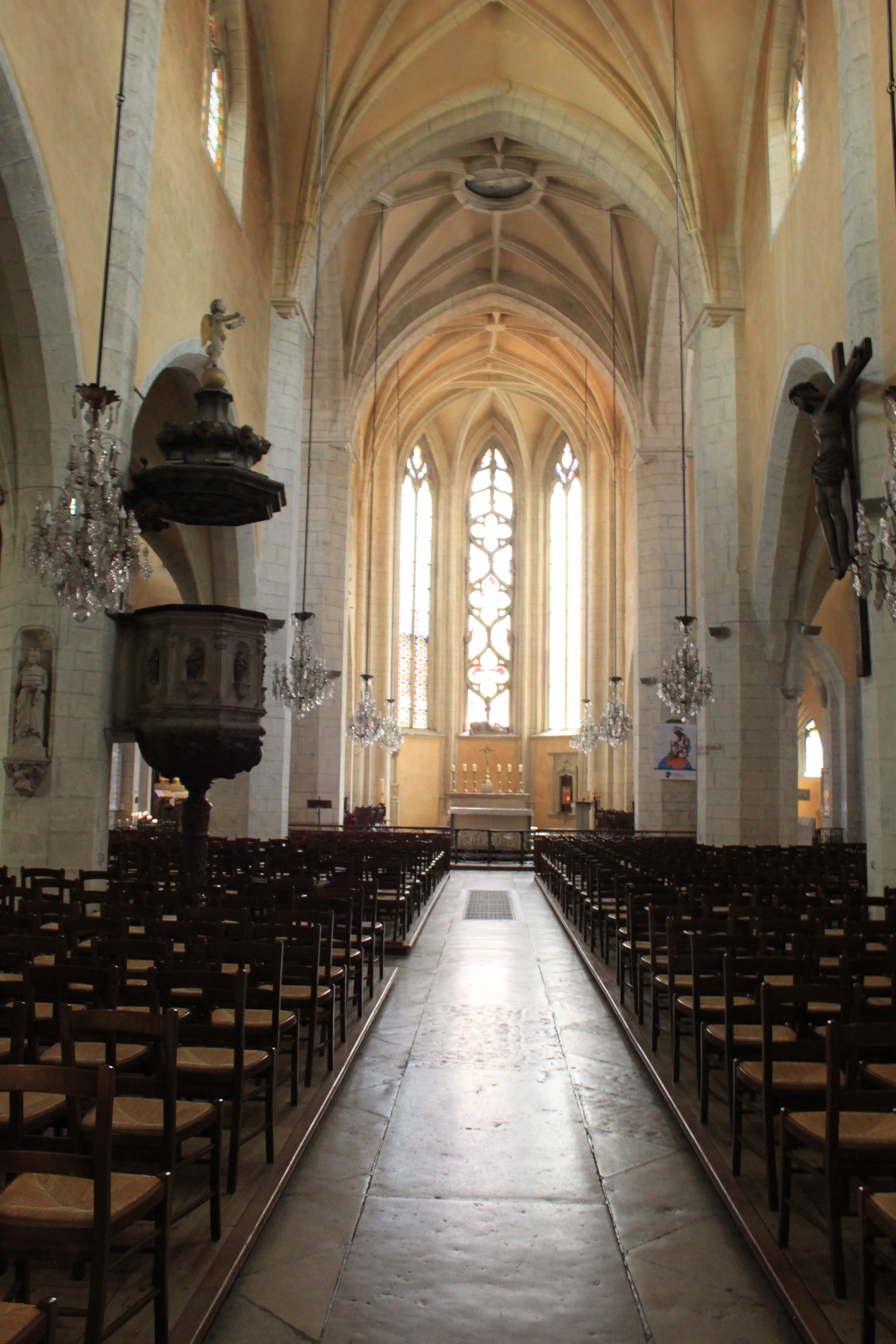
Innenraum der Kirche

Die Basilika Notre-Dame ist eine römisch-katholische Kirche in der französischen Stadt Gray in der Region Bourgogne-Franche-Comté. Die Pfarrkirche des Erzbistums Besançon hat den Rang einer Basilica minor. Die Liebfrauenkirche wurde im 15. und 16. Jahrhundert im Übergang von der Gotik zur Renaissance erbaut. Seit 1641 beherbergt sie das Herz des hl. Pierre Fourier und seit 1802 die wundertätige Statue von Notre-Dame de Gray. Daraufhin wurde sie am 16. Juli 1948 von Papst Pius XII. in den Rang einer Basilica minor erhoben. Seit dem 18. April 1988 steht die Basilika als Monument historique unter Denkmalschutz.

## Geschichte
Die erste Erwähnung einer Kirche in der Nähe des Schlosses von Gray stammt aus dem Jahr 1227. Die Mutterpfarrei befand sich damals in Gray-la-Ville. Die Archive von Gray erwähnen jedoch die Anwesenheit von Kanonikern, die ab Anfang des 12. Jahrhunderts an die Schlosskapelle gebunden waren, aber nicht in der Pfarrei tätig wurden. 1266 ließ Graf Hugo von Chalon auf dem Gelände des Schlosses eine Kapelle errichten, die der kürzlich heiliggesprochenen Heiligen Elisabeth geweiht war. Im Jahr 1319 wird das Kapitel durch eine Stiftung von Königin Johanna königlich.
In der Nacht des 29. September 1477, mitten im Burgundischen Erbfolgekrieg, starteten die burgundischen Truppen unter der Führung der Herren von Vaudrey einen Angriff auf die Stadt Gray, die damals als einzige Stadt in der Franche-Comté von den französischen Truppen kontrolliert wurde. Im Verlauf der heftigen Kämpfe zündeten die Belagerer alle von Franzosen bewohnten Häuser an, was zum Brand der Stadt führte. Dem Gouverneur Jean Salazar gelang es jedoch, zu fliehen. Die Kirche Notre-Dame war durch den Brand und die Belagerung der Burg wahrscheinlich stark beschädigt worden, sodass man sich für einen Wiederaufbau entschied. Die Bauarbeiten für die neue Kirche begannen bereits 1478 mit der Grundsteinlegung. Aufgrund des geringen Baufortschritts blieb der Bau von der Rückeroberung der Stadt durch die Truppen Ludwigs XI. im Jahr 1479 verschont. Nachdem der Frieden wieder eingekehrt war, ermöglichte der Ablasshandel trotz der wirtschaftlichen Schwierigkeiten der Region die regelmäßige Finanzierung der Bauarbeiten, die aber nur langsam vorangingen. Da den Kanonikern von Gray die Schlosskapelle, deren Wiederaufbau auf sich warten ließ, nicht mehr zur Verfügung stand, nutzten sie den neuen Chor von Notre-Dame für ihre Gottesdienste. Das bedeutet, dass dieser Teil der Kirche 1484 bereits überdacht war. Nachdem der Chor fertiggestellt war, wurde 1509 das Fundament für das Querschiff gelegt.
Im Jahr 1531 wurde das Gewölbe des Kirchenschiffs fertiggestellt. Als Baumeister belegt sind Matthieu Grand im Jahr 1513, Philippe Lenfant im Jahr 1523 und dann Antoine Le Rupt ab 1527. Im Jahr 1532 wurde der Bodenbelag fertiggestellt, ebenso wie die Westfassade in Zusammenarbeit mit Pierre Arnoux. Nach einer kurzen Unterbrechung im darauffolgenden Jahr nahm Le Rupt die Arbeit an den Gewölben der Seitenschiffe wieder auf.7 Es dauerte jedoch bis 1548, bis das Kirchenschiff gedeckt wurde, bis 1559, bis der mit Zinn gedeckte Glockenturm fertiggestellt war und bis 1571, bis die Treppe an der Südfassade fertiggestellt war.
Um 1660 wurden die Öffnungen des Kirchenschiffs zu Rundbogenöffnungen vergrößert, was dem Geschmack der Zeit entsprach, wodurch die gotischen Fenster verschwanden.

## Architektur und Ausstattung

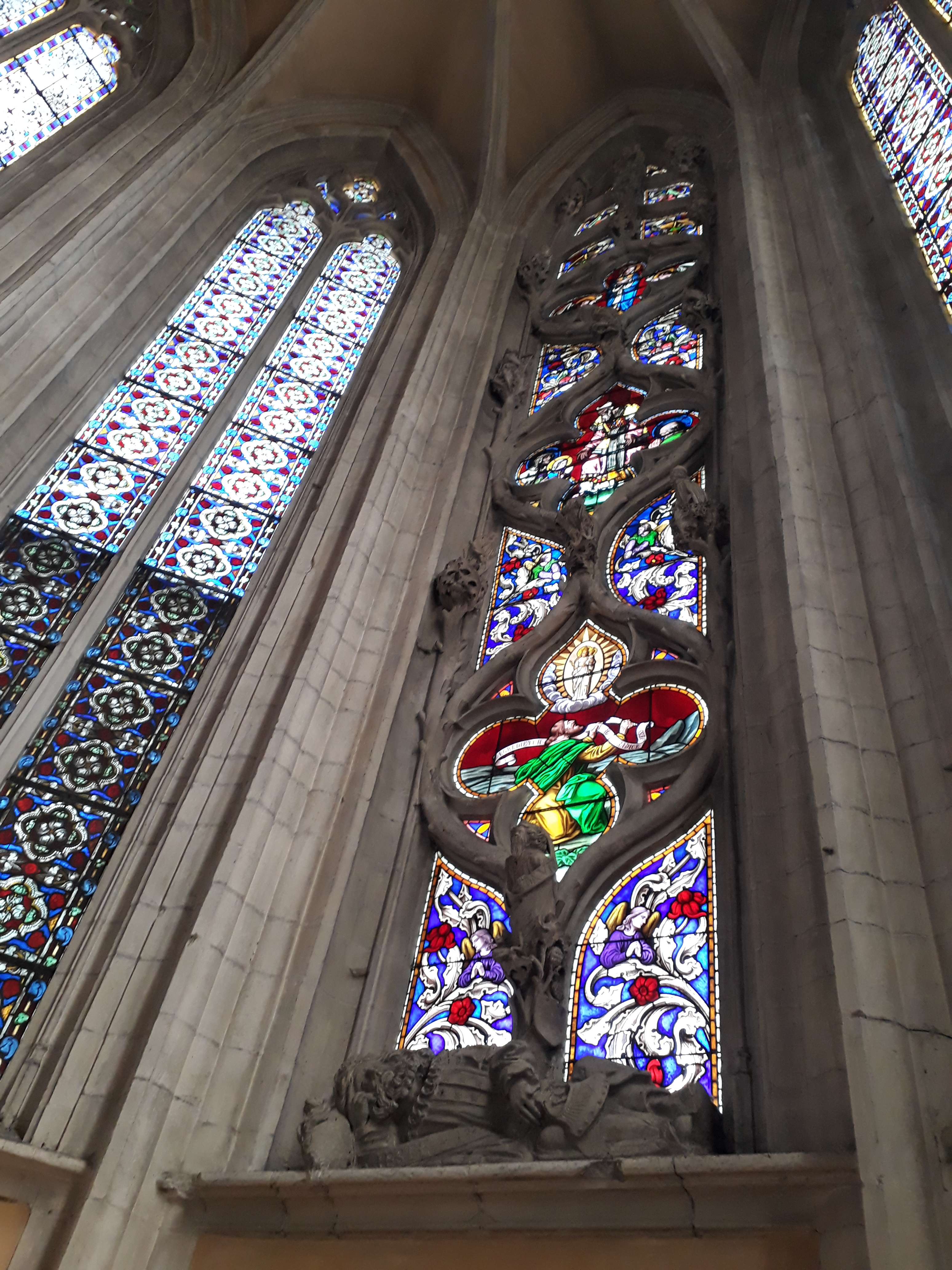
Wurzel Jesse

Die 40 Meter lange und 20 Meter hohe Basilika hat einen Grundriss in Form eines lateinischen Kreuzes mit drei Schiffen. Die mit Lisenen und Terzetten verzierten Kreuzgewölbe werden von achteckigen Pfeilern ohne Kapitelle getragen, was der Kirche eine schöne Höhe verleiht. Der ursprüngliche Entwurf bestand wahrscheinlich aus vier Jochen mit einem vierteiligen Gewölbe. An die drei Joche des Kirchenschiffs sind auf beiden Seiten sechs Seitenkapellen angebaut, die zu den Seitenschiffen führen.
Der Chor mit einer gotischen, polygonalen, fünfseitigen Apsis wurde vor 1484 fertiggestellt. Das zentrale, 15 Meter hohe Fenster hat noch immer seine ursprüngliche Füllung, die eine Wurzel Jesse darstellt. Dieses Juwel der flamboyant-gotischen Bildhauerei wird mit dem Bildhauer Conrat Meit und der zeitgenössischen Baustelle des Klosters Brou in Verbindung gebracht.
Im Jahr 1697 gab Jean-François Jobelot bei Jean Ligier ein imposantes Altarbild aus vergoldetem Holz in Auftrag. Seine Fertigstellung im Jahr 1718 setzte voraus, dass der untere Teil der alten Fenster zugemauert wurde. Eine Himmelfahrt Mariens des Löwener Lambert Blendeff schmückt die Mitte des Altaraufsatzes. Der obere Teil des Altarbildes wurde zunächst verkleinert und 1927 ganz entfernt. Am 12. August 1950 weihte Bischof Georges Béjot einen neuen Altar, der im Chorraum am Fuß des Altars seinen Platz fand.

## Orgel
Der geschnitzte Eichenprospekt der Orgel wurde 1728 von Claude Valentin erstellt, der den Bau des Instrumentalteils nicht vollenden konnte, was 1759 durch Karl Joseph Riepp geschah. Im Jahr 1827 baute Joseph Callinet den Instrumentalteil im Gehäuse von Claude Valentin wieder auf. Eine große Restaurierung der Orgel wurde 1993 von Jean-François Muno durchgeführt. Das Hauptwerk (Buffet du Grand-Orgue) lässt 61 Prospektpfeifen und das Positivwerk (Buffet de Positif) 29 Prospektpfeifen erkennen. Das Instrument besitzt 37 Register, verteilt auf drei Manuale und ein Pedal, mit insgesamt 2227 Pfeifen.